# Sindone (lenzuolo funerario)

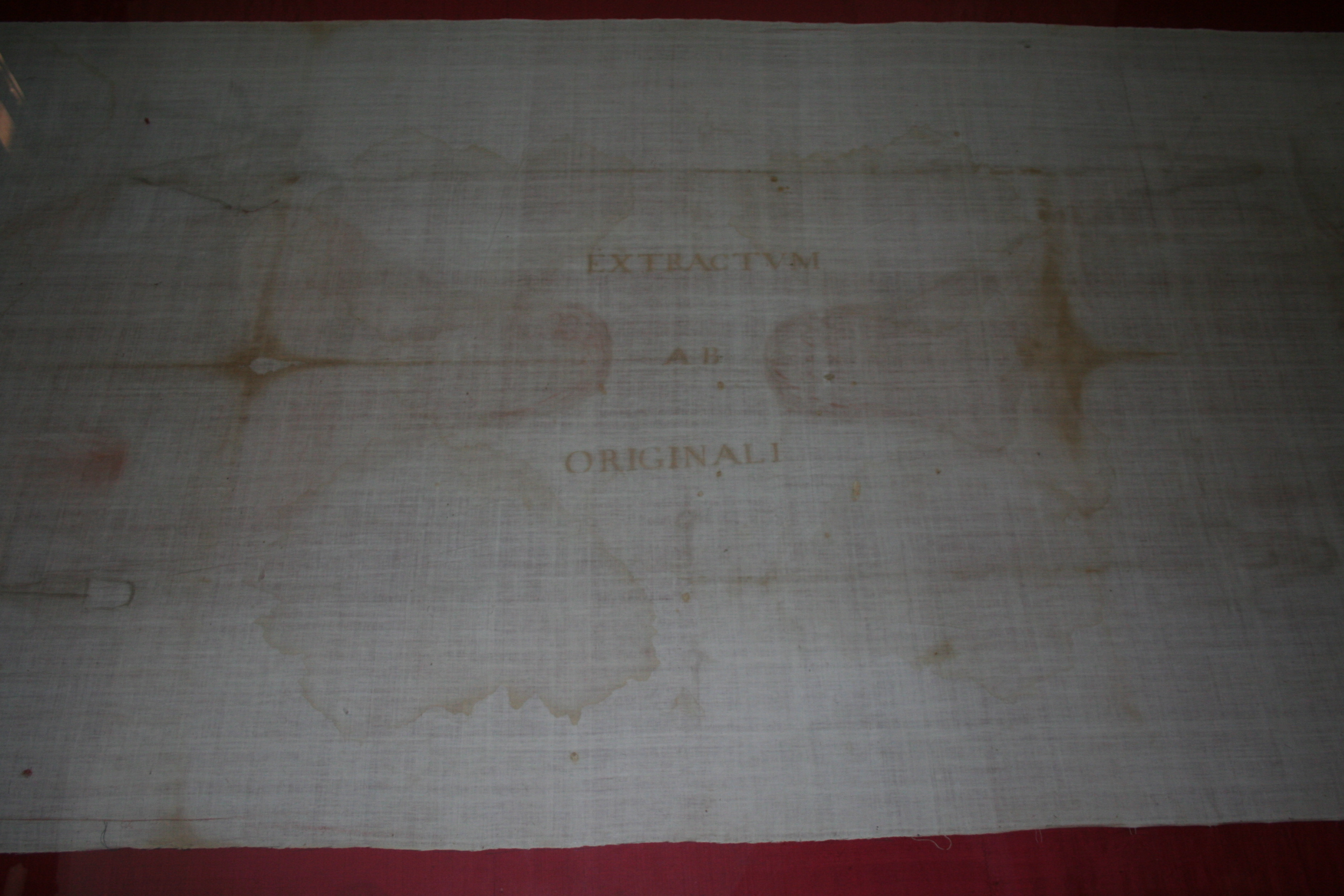
copia della sacra sindone (sindone dí Arquata)

La sindone è un lenzuolo funerario adoperato per la sepoltura (anche odiernamente) nel Vicino Oriente. La salma viene avvolta in un lenzuolo rituale, un sadîn in ebraico o sindôn in greco, vocabolo che si ritiene sia ricalcato sull'egizio shendo, che significa tessuto. Il termine sindone è rimasto in vita anche nelle lingue moderne esclusivamente per la sua applicazione a un solo defunto, Gesù di Nazaret, e di solito è spontaneamente collegato al telo custodito a Torino, noto come sacra sindone.